# OSAKA発!730
『OSAKA発!730』（おおさかはつ ななさんまる）は、1993年4月1日から同年9月30日まで関西テレビで『FNN おはよう!サンライズ』の後に放送された平日早朝のローカルワイド番組である。なお、本項では後継番組『さわやか朝一番』についても取り上げる。

## さわやか朝一番
『OSAKA発!730』は、1993年4月1日に開始された後の半年後の番組再編により番組名が変更され同年10月1日から『さわやか朝一番』となり、同年12月24日まで合計9か月間放送された。本番組を以て、1980年11月3日開始の『ザ・モーニング630』から続いた関西テレビでの平日早朝のローカル番組は終了した。

## キャスター
- 大橋雄介（関西テレビアナウンサー）
- 中島優子（当時関西テレビアナウンサー）

## 放送時間
| 番組名         | 期間      | 期間       | 放送時間（JST）                     | 備考  |
| -------------- | --------- | ---------- | ----------------------------------- | ----- |
| OSAKA発!730    | 1993.4.1  | 1993.9.30  | 月曜日 - 金曜日 7:30 - 8:00（30分） |       |
| さわやか朝一番 | 1993.10.1 | 1993.12.24 | 月曜日 - 金曜日 7:00 - 7:30（30分） | [ 1 ] |

## 備考
- 当番組と同じ時期に放送された子供番組『ウゴウゴルーガ』は1993年4月4日から10月31日までは日曜9:00、11月5日から1994年3月18日までは金曜17:25での遅れネットで放送された。[1]
- 『さわやか朝一番』は、営業開始時間前の海遊館（大阪市港区の水族館）のロビーから放送していた。
- 1994年1月5日から3月25日までの平日7:00は『キテレツ大百科』の再放送、3月28日から31日までの平日7:00は『ちびまる子ちゃん』の再放送がされた。[1]